# Širvėna

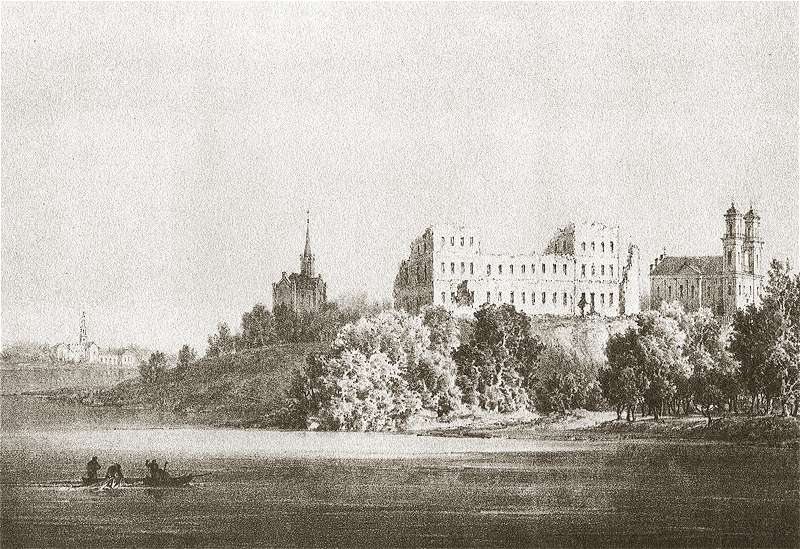
Biržajský hrad, pro jehož obranné účely byl rybník Širvėna založen

Širvėna je nejstarší (od roku 1575) rybník v severovýchodní Litvě na severním okraji okresního města Biržai (Panevėžyský kraj), vzniklý přehražením řek Agluona a Apaščia u jejich soutoku. Přestože se jedná o rybník, Litevci jej ze zvyku nazývají Širvėnos ežeras tedy Širvėnské jezero. Na severním břehu Širvėny, tedy naproti městu Biržai leží městská čtvrť Astravas, spojená s městem pouze dřevěným, několikrát restaurovaným (naposledy roku 2003), mostem, dlouhým 525 m (nejdelší most pro pěší v Litvě), 2,45 m širokým, vedoucím přes jeden z 15 ostrovů rybníka. Jiný z ostrovů, s romantickým jménem Meilės sala tedy "Ostrov lásky", nedávno vyčištěný od zdivočelého plevelného křoví, plánují také spojit mostem pro pěší s břehem. Břehy Širvėny jsou na mnoha místech bažinaté a (nebo) hojně porostlé rákosím. Na rybníce a v jeho okolí se vyskytuje 82 druhů ptáků.  Na jižním břehu, ve městě Biržai je Biržajský hrad (dnes zámek), rezidence Radvilů. Pro účely přirozené přírodní ochrany hradu (kromě chovu ryb) byl tento rybník založen. Na protějším, severním břehu Radvilové později zřídili rezidenci - Astravský dvůr (Astravo dvaras). Od roku 1794 přešel do vlastnictví Tiškevičů. Kolem dvora vznikla čtvrť města Biržai - Astravas.